# Огоновський Петро Михайлович
Петро Михайлович Огоновський (20 липня 1853, с. Чагрів, нині Рогатинський район — 9 лютого 1917 Відень) — український галицький педагогічний і просвітянський діяч, брат Омеляна та Олександра Огоновських. Батько Любомира Огоновського.

## Життєпис
Народився у родині священика. Батько о. Михайло Огоновський був настоятелем церкви Різдва Пресвятої Богородиці. Огоновські мали шляхетське походження і належали до гербу Огоньчик.
Вчитель математики і фізики в Академічній гімназії у Львові (з 1885 року), голова товариства «Просвіта» (1906—1910). Створив просвітньо-організаційну, господарсько-промислову та видавничу комісії. 1909 року ініціював проведення Просвітньо-економічного конгресу. Від 1 червня 1899 року дійсний член НТШ, де належав до математично-природничо-лікарської секції. Автор шкільних підручників з математики і фізики. У Львові проживав на вулиці Хорунщина нижня, 2 (тепер вулиця Дудаєва). Помер у Відні, похований у Львові.

## Родина
Батько Любомира і Володимира Огоновських, брат Олександра, Омеляна та Іларія Огоновських.